# Elly Winter
Elly Winter, née Elly Pieck le 1er novembre 1898 à Brême et morte en 1987, est une femme politique et militante communiste est-allemande.

## Biographie
Elle est la fille de l'homme politique marxiste Wilhelm Pieck. Elle rejoint le Parti communiste d'Allemagne à l'âge de 19 ans, un an après son père. Elle épouse Theodor Winter, également militant communiste.
Après l'accession d'Adolf Hitler au pouvoir, en 1933, la famille Pieck quitte l'Allemagne et s'exile en Union soviétique, où elle reste jusqu'en 1945. Theodor Winter, resté en Allemagne, fut en revanche tué par la Gestapo lors d'un affrontement armé.
Elly Winter s'installe alors dans la zone d'occupation soviétique en Allemagne, militant au Parti communiste puis à celui qui lui succède, le Parti socialiste unifié d'Allemagne (SED), parti unique de la jeune République démocratique allemande, État dont Wilhelm Pieck devient le président en 1949. Elly Winter travaille au service de son père comme secrétaire et assistante personnelle, s'occupant de lui jusqu'à sa mort, en 1960. Elle a par la suite réuni ses archives.
Elle est également un membre éminent de l'Institut du marxisme-léninisme du Comité central du Parti socialiste unifié d'Allemagne à Berlin-Est, où elle meurt en 1987.

## Décorations
Elle a reçu l'ordre du mérite patriotique et la médaille des combattants contre le fascisme.

## Sources
- (en) Cet article est partiellement ou en totalité issu de l’article de Wikipédia en anglais intitulé « Elly Winter » (voir la liste des auteurs).